# ジェイコブ・ミジオロウスキー
- ジェイコブ・ミゾラウスキー

ジェイコブ・ウォルター・ミジオロウスキー（Jacob Walter  Misiorowski,/ˈʤeɪkəb mɪzəˈraʊski/; 2002年4月3日 - ）は、アメリカ合衆国ミズーリ州ブルースプリングス出身のプロ野球選手（投手）。右投右打。MLBのミルウォーキー・ブルワーズ所属。愛称は、Miz（ミズ）

## 経歴

### プロ入り前
高校時代から注目を集め、高校3年次の時には9勝2敗、防御率1.48の成績を記録した。当初はオクラホマ州立大学で大学野球をするつもりだったが、後にクラウダーカレッジに入学することを決めた。
大学進学後は15試合に先発登板し、10勝0敗、防御率2.72、136奪三振を記録した。また、ドラフトコンバインに参加し、99.8マイルを記録した。

### プロ入りとブルワーズ時代
2022年のMLBドラフト2巡目（全体63位）でミルウォーキー・ブルワーズから指名されルイジアナ州立大学への編入を取りやめプロ入り。契約金は235万ドル。傘下のA級カロライナ・マドキャッツでプロデビューした。
2023年はA級で開幕を迎え、シーズン途中にA+級ウィスコンシン・ティンバーラトラーズへ昇格。オールスター・フューチャーズゲームに選出された。
2025年はシーズン途中にMLBに昇格し、6月12日のデビュー戦では5回を無安打（4四球）に抑える好投を見せた。また、102.3マイル（164.6 km/h）の投球を記録し、スタットキャスト導入以降のブルワーズ投手が投げた最速球となった。6月20日の試合では6回をパーフェクトに抑え、先発投手がデビューから11イニングを無安打に抑えたのは1900年以降では初のことであった。この活躍によって、6月度の「ルーキー・オブ・ザ・マンス」に選出された。

## 詳細情報

### 表彰
- ルーキー・オブ・ザ・マンス：1回（2025年6月）

### 記録
MiLB
- オールスター・フューチャーズゲーム選出：1回（2023年）

### 背番号
- 32（2025年 - ）